# Driedaagse van West-Vlaanderen 2016
De 70e editie van de wielerwedstrijd Driedaagse van West-Vlaanderen vond in 2016 plaats van 4 tot en met 6 maart. De start was in Middelkerke, de finish in Ichtegem. De ronde maakte deel uit van de UCI Europe Tour 2016, in de categorie 2.1. In 2015 won de Belg Yves Lampaert. Deze editie werd gewonnen door landgenoot Sean De Bie.

## Deelnemende ploegen
| WorldTour          | ProContinentaal             | Continentaal                     |
| ------------------ | --------------------------- | -------------------------------- |
| Etixx-Quick Step   | Topsport Vlaanderen-Baloise | Cibel-Cebon                      |
| Lotto Soudal       | Wanty-Groupe Gobert         | Crelan-Vastgoedservice           |
| AG2R La Mondiale   | Cofidis                     | Team3M                           |
| BMC Racing Team    | Direct Énergie              | Vérandas Willems                 |
| FDJ                | Fortuneo-Vital Concept      | Wallonie Bruxelles-Group Protect |
| Team Katjoesja     | ONE Pro Cycling             | An Post-Chain Reaction           |
| Team LottoNL-Jumbo | Roompot-Oranje Peloton      |                                  |
|                    | Roth                        |                                  |

## Etappe-overzicht
| etappe  | datum   | start       | finish      | type       | afstand  | winnaar           | klassementsleider |
| ------- | ------- | ----------- | ----------- | ---------- | -------- | ----------------- | ----------------- |
| Proloog | 6 maart | Middelkerke | Middelkerke | Proloog    | 7 km     | Tom Bohli         | Tom Bohli         |
| 1e      | 7 maart | Brugge      | Harelbeke   | Vlakke rit | 176,3 km | Dylan Groenewegen | Tom Bohli         |
| 2e      | 8 maart | Nieuwpoort  | Ichtegem    | Vlakke rit | 184,5 km | Timothy Dupont    | Sean De Bie       |

## Etappe-uitslagen

### Proloog
| Middelkerke – Middelkerke (7 km (ITT)) |                          |                    |       |
| Plaats                                 | Naam                     | Ploeg              | Tijd  |
| Winnaar                                | Tom Bohli                | BMC Racing Team    | 7'50" |
| 2                                      | Martijn Keizer           | Team LottoNL-Jumbo | + 6"  |
| 3                                      | Łukasz Wiśniowski        | Etixx-Quick Step   | + 10" |
| 4                                      | Anton Vorobjov           | Team Katjoesja     | + 12" |
| 5                                      | Patrick Gretsch          | AG2R La Mondiale   | + 14" |
| 6                                      | Steven Lammertink        | Team LottoNL-Jumbo | + 15" |
| 7                                      | Sean De Bie              | Lotto Soudal       | z.t.  |
| 8                                      | Robert Wagner            | Team LottoNL-Jumbo | + 16" |
| 9                                      | Guillaume Van Keirsbulck | Etixx-Quick Step   | z.t.  |
| 10                                     | Nils Politt              | Team Katjoesja     | + 17" |

### 1e etappe
| Brugge – Harelbeke (174,1 km) |                     |                                  |          |
| Plaats                        | Naam                | Ploeg                            | Tijd     |
| Winnaar                       | Dylan Groenewegen   | Team LottoNL-Jumbo               | 3u47'09" |
| 2                             | Tosh Van der Sande  | Lotto Soudal                     | z.t.     |
| 3                             | Baptiste Planckaert | Wallonie Bruxelles-Group Protect | z.t.     |
| 4                             | Timothy Dupont      | Vérandas Willems                 | z.t.     |
| 5                             | Gediminas Bagdonas  | AG2R La Mondiale                 | z.t.     |
| 6                             | Gerry Druyts        | Crelan-Vastgoedservice           | z.t.     |
| 7                             | Borut Božič         | Cofidis                          | z.t.     |
| 8                             | Amaury Capiot       | Topsport Vlaanderen-Baloise      | z.t.     |
| 9                             | Jawhen Hoetarovitsj | Fortuneo-Vital Concept           | z.t.     |
| 10                            | Danilo Napolitano   | Wanty-Groupe Gobert              | z.t.     |

| Algemeen klassement |                          |                    |          |
| Plaats              | Naam                     | Ploeg              | Tijd     |
| Gele trui           | Tom Bohli                | BMC Racing Team    | 3u54'59" |
| 2                   | Martijn Keizer           | Team LottoNL-Jumbo | + 6"     |
| 3                   | Łukasz Wiśniowski        | Etixx-Quick Step   | + 8"     |
| 4                   | Anton Vorobjov           | Team Katjoesja     | + 12"    |
| 5                   | Sean De Bie              | Lotto Soudal       | z.t.     |
| 6                   | Patrick Gretsch          | AG2R La Mondiale   | + 14"    |
| 7                   | Guillaume Van Keirsbulck | Etixx-Quick Step   | + 15"    |
| 8                   | Nils Politt              | Team Katjoesja     | + 17"    |
| 9                   | Koen Bouwman             | Team LottoNL-Jumbo | + 18"    |
| 10                  | Marcin Białobłocki       | ONE Pro Cycling    | z.t.     |

### 2e etappe
| Nieuwpoort – Ichtegem (184,5) |                    |                                  |          |
| Plaats                        | Naam               | Ploeg                            | Tijd     |
| Winnaar                       | Timothy Dupont     | Vérandas Willems                 | 4u21'56" |
| 2                             | Sean De Bie        | Lotto Soudal                     | z.t.     |
| 3                             | Nils Politt        | Team Katjoesja                   | z.t.     |
| 4                             | Xandro Meurisse    | Crelan-Vastgoedservice           | z.t.     |
| 5                             | Łukasz Wiśniowski  | Etixx-Quick Step                 | z.t.     |
| 6                             | Olivier Pardini    | Wallonie Bruxelles-Group Protect | z.t.     |
| 7                             | Tosh Van der Sande | Lotto Soudal                     | + 7"     |
| 8                             | Jelle Wallays      | Lotto Soudal                     | + 23"    |
| 9                             | Florian Sénéchal   | Cofidis                          | + 25"    |
| 10                            | Alexander Geuens   | Crelan-Vastgoedservice           | + 54"    |
|                               |                    |                                  |          |
| 22                            | Wesley Kreder      | Roompot-Oranje Peloton           | z.t.     |

<< ·
2004 · 
2005 ·
2006 · 2007 · 2008 · 2009 · 2010 · 2011 · 2012 · 2013 · 2014 · 2015 · 2016 · 
2017 · 2018
Etappewedstrijden

 Ster van Bessèges · 
 Ronde van Valencia · 
 La Méditerranéenne · 
 Ronde van de Algarve · 
 Ruta del Sol · 
 Ronde van de Haut-Var · 
 Ronde van de Provence · 
 Driedaagse van West-Vlaanderen · 
 Internationale Wielerweek · 
 Internationaal Wegcriterium · 
 Driedaagse van De Panne-Koksijde · 
 Ronde van de Sarthe · 
 Ronde van Castilië en León · 
 Ronde van Trentino · 
 Ronde van Kroatië · 
 Ronde van Turkije · 
 Ronde van Yorkshire · 
 Ronde van Asturië · 
 Ronde van Azerbeidzjan · 
 Vierdaagse van Duinkerke · 
 Ronde van Madrid · 
 Ronde van Picardië · 
 Ronde van Cova da Beira · 
 Ronde van Noorwegen · 
 World Ports Classic · 
 Ronde van België · 
 Ronde van Estland · 
 Ronde van Luxemburg · 
 Boucles de la Mayenne · 
 Ster ZLM Toer · 
 Ronde van Slovenië · 
 Ronde van Oostenrijk · 
 Sibiu Cycling Tour · 
 Ronde van Rhône Alpes-Valromey · 
 Ronde van Wallonië · 
 Ronde van Denemarken · 
 Ronde van Portugal · 
 Ronde van Burgos · 
 Ronde van Gévaudan Languedoc-Roussillon · 
 Ronde van de Ain · 
 Ronde van Tsjechië · 
 Arctic Race of Norway · 
 Ronde van de Limousin · 
 Ronde van Poitou-Charentes · 
 Tour des Fjords · 
 Ronde van Groot-Brittannië · 
 Ronde van Toscane · 
 Eurométropole Tour
Eendaagse wedstrijden

 Trofeo Felanitx-Ses Salines-Campos-Porreres · 
 Trofeo Pollença-Port de Andratx · 
 Trofeo Serra de Tramuntana · 
 Trofeo Playa de Palma-Palma · 
 GP La Marseillaise · 
 Grote Prijs van de Etruskische Kust · 
 Ronde van Murcia · 
 Clásica de Almería · 
 Trofeo Laigueglia · 
 Omloop Het Nieuwsblad · 
 Classic Sud Ardèche · 
 GP Lugano · 
 Kuurne-Brussel-Kuurne · 
 La Drôme Classic · 
 Le Samyn · 
 Strade Bianche · 
 GP Industria & Artigianato · 
 Ronde van Drenthe · 
 Nokere Koerse · 
 GP Nobili Rubinetterie · 
 Handzame Classic · 
 Classic Loire-Atlantique · 
 Grote Prijs van Cholet-Pays de Loire · 
 Dwars door Vlaanderen · 
 Route Adélie de Vitré · 
 Grote Prijs Miguel Indurain · 
 Volta Limburg Classic · 
 Ronde van La Rioja · 
 Parijs-Camembert · 
 Scheldeprijs · 
 Klasika Primavera · 
 Brabantse Pijl · 
 GP Denain · 
 Ronde van de Finistère · 
 Ronde van de Apennijnen · 
 Tro-Bro Léon · 
 La Roue Tourangelle · 
 Rund um den Finanzplatz Eschborn-Frankfurt · 
 Velothon Wales · 
 Grote Prijs van de Somme · 
 Grote Prijs van Plumelec · 
 Boucles de l'Aulne  · 
 Velothon Berlin · 
 GP Kanton Aargau · 
 Ronde van Keulen · 
 Ronde van Limburg · 
 Velothon Copenhagen · 
 Halle-Ingooigem · 
 GP Cerami · 
 Velothon Stuttgart · 
 Prueba Villafranca de Ordizia · 
 Rad am Ring · 
 Circuito de Getxo · 
 RideLondon Classic · 
 Polynormande · 
 Dwars door het Hageland · 
 Arnhem-Veenendaal Classic · 
 GP Jef Scherens · 
 GP Stad Zottegem · 
 Druivenkoers Overijse · 
 Schaal Sels · 
 Brussels Cycling Classic · 
 GP Fourmies · 
 Velothon Stockholm · 
 Ronde van de Doubs · 
 GP van Wallonië · 
 Coppa Bernocchi · 
 Coppa Agostoni · 
 Kampioenschap van Vlaanderen · 
 Grote Prijs Impanis-Van Petegem · 
 Memorial Marco Pantani · 
 GP van Isbergues · 
 GP Industria & Commercio di Prato · 
 Coppa Sabatini · 
 Ronde van Emilia · 
 Duo Normand · 
 GP Beghelli · 
 Ronde van de Drie Valleien · 
 Milaan-Turijn · 
 Ronde van Piemonte · 
 Ronde van de Vendée · 
 Ronde van het Münsterland · 
 Binche-Chimay-Binche · 
 Parijs-Bourges · 
 Parijs-Tours · 
 Nationale Sluitingsprijs